# NGC 1099
NGC 1099 este o emission-line galaxy⁠(d) situată în constelația Eridanul. A fost descoperită în 17 octombrie 1885 de către Francis Leavenworth. Se află la o distanță de 89,74 de megaparseci de Pământ.